# Yupanqui Buenos Aires
Club Social y Deportivo Yupanqui – argentyński klub piłkarski z siedzibą w Buenos Aires, w dzielnicy Villa Lugano.

## Historia
Yupanqui założony został 12 października 1935 roku. Źródłem nazwy dla klubu był, uważany za najwybitniejszego przedstawiciela muzyki folkowej w Argentynie, Atahualpa Yupanqui.
Klub uzyskał pewien rozgłos w Argentynie z powodu reklamy telewizyjnej Coca-Coli, w którym Yupanqui przedstawiony został jako klub mający najmniejszą liczbę kibiców.
Obecnie Yupanqui gra w piątej lidze argentyńskiej (Primera D Metropolitana).